# Gedachteniskerk (Rhenen)
De Gedachteniskerk is een rooms-katholieke parochiekerk in Rhenen. De kerk werd gebouwd voor de Geloofsgemeenschap Sint-Cunera, en opgeleverd in 1959. Per 1 januari 2010 is de katholieke St. Cuneraparochie geen zelfstandige parochie meer, maar vormt zij – samen met 9 andere geloofsgemeenschappen uit het gebied Veluwe-Rijn – de parochie Zalige Titus Brandsma.